# NF Auto Developments

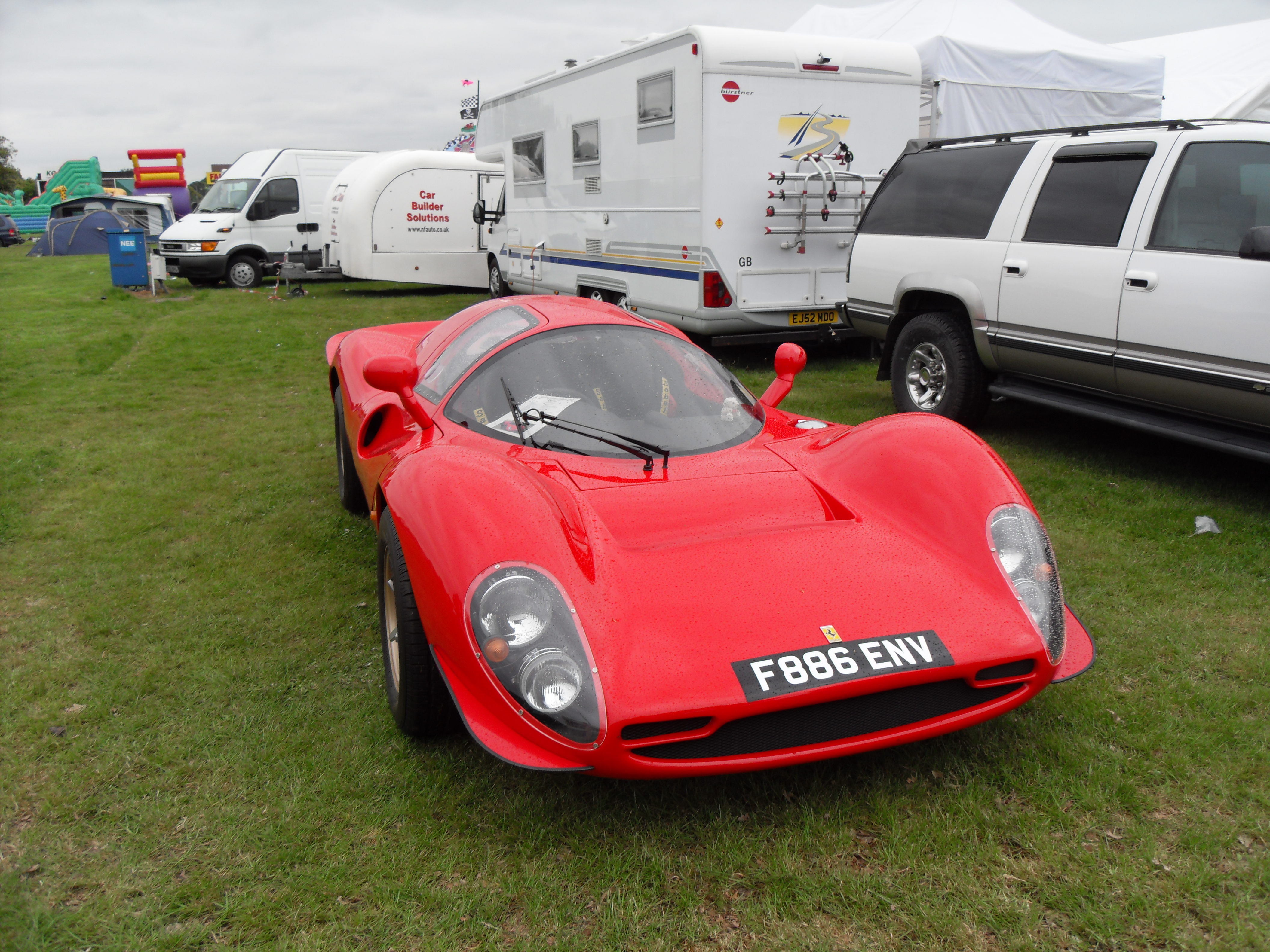
Foreman P 4

NF Auto Developments war ein britischer Hersteller von Automobilen.

## Unternehmensgeschichte
Neil Foreman gründete 1995 das Unternehmen in Staplehurst in der Grafschaft Kent. Er begann mit der Produktion von Automobilen und Kits. Der Markenname lautete Foreman. 2008 endete die Produktion. Dunlop Systems & Components aus Coventry setzt seitdem die Produktion unter Beibehaltung des Markennamens fort. Insgesamt entstanden bisher etwa 60 Exemplare.

## Fahrzeuge
Das einzige Modell ist der P 4, den es in den Ausführungen Berlinetta, Spyder und Canam gibt. Dies ist die Nachbildung des Ferrari P 4. Verschiedene Motoren, auch V12-Motoren von Ferrari und Lamborghini, treiben die Fahrzeuge an.